# La Cérémonie
La cérémonie és una pel·lícula francesa de Claude Chabrol, estrenada el 1995, adaptació de la novel·la A Judgement in Stone (L'analfabeta) de Ruth Rendell, inspirada lliurement en el cèlebre succés que va dur a les germanes Papin a assassinar els seus amos.

## Argument
Sophie (Sandrine Bonnaire) és contractada com a minyona per fer de tot per una parella de burgesos. Jove dona tímida i introvertida, és analfabeta però ho amaga acuradament, ja que en té vergonya.
Coneix Jeanne, l'empleada de correus (Isabelle Huppert), i es fan amigues. Jeanne sembla poc equilibrada i posarà Sophie contra els seus empresaris.

## Repartiment
- Sandrine Bonnaire: Sophie
- Isabelle Huppert: Jeanne
- Jacqueline Bisset: Catherine
- Jean-Pierre Cassel: Georges
- Virginie Ledoyen: Mélinda
- Jean-François Perrier: El sacerdot
- Valentin Merlet: Gilles
- Julien Rochefort: Jérémie
- Dominique Frot: Madame Lantier
- Christophe Lemoine: el venedor d'ulleres

## Premis i nominacions

### Premis
- Mostra de Venècia 1995:
  - Copa Volpi a la millor actriu: Sandrine Bonnaire i Isabelle Huppert
- César 1996:
  - César a la millor actriu: Isabelle Huppert

### Nominacions
- César 1996
  - Millor pel·lícula
  - Millor director: Claude Chabrol
  - Millor actriu: Sandrine Bonnaire
  - Millor actor secundari: Jean-Pierre Cassel
  - Millor actriu secundària: Jacqueline Bisset
  - César al millor guió original o adaptació: Claude Chabrol, Caroline Eliacheff